# Восприятие (телесериал)
«Восприятие», или «Предчувствие» (англ. Perception) — криминальный телесериал, созданный Кеннетом Биллером и Майком Суссманом, который транслировался на телеканале TNT с 9 июля 2012 года по 17 марта 2015 года. Производством сериала занималась компания ABC Studios.
13 ноября 2014 года сериал был закрыт после трех сезонов.

## Сюжет
Доктор Дэниел Пирс — талантливый эксцентричный нейробиолог, которого пригласили в ФБР для оказания помощи в расследовании наиболее сложных дел. Доктор Пирс работает в тесном сотрудничестве с Кейт Моретти, своей бывшей студенткой, которая и завербовала его для работы с Бюро. Также в команде есть Макс Ле́вики — ассистент доктора Пирса, и Натали Винсент — его лучший друг.

## В ролях

### Основной состав
- Доктор Дэниел Дж. Пирс (Эрик Маккормак) — нейропсихолог и профессор университета, приглашен ФБР в качестве консультанта в самых сложных случаях. Пирс — эксцентричный нейрофизиолог, который использует свои уникальные способности, чтобы помочь федеральному правительству решать сложные случаи. Он имеет глубокие знания человеческого поведения и своеобразное понимание людей и раскрывает преступления при помощи странного и образного представления о мире[3][4]. Интерес доктора Пирса к нейронаукам связан с его собственной шизофренией и паранойей. Имеет тесные отношения только с тремя людьми: со своим ассистентом Максом Левики, агентом ФБР Кейт Моретти и воображаемым другом Натали, которая появляется в его галлюцинациях в каждой серии. Пирс провел год в психиатрической больнице, где и познакомился с Максом. Он любит решать головоломки, кроссворды, не доверяет современным технологиям, особенно боится сканирующих устройств, любит слушать классическую музыку на кассетном плеере[5][6].
  - Молодой Дэниел «DJ» Пирс (Шэйн Коффи) — Пирс двадцати с небольшим лет, до того как заболел шизофренией и паранойей.
- Специальный агент Кэтрин Роуз «Кейт» Моретти (Рэйчел Ли Кук) — бывшая студентка Пирса и агент ФБР, которая завербовала его. Симпатичная молодая девушка, старается принять Пирса таким, какой он есть, со всеми его странностями, всегда выгораживает его перед коллегами[7].
- Макс Ле́вики (Эрджей Смит) — ассистент доктора Пирса, вечный студент, который провел девять лет в колледже и посещал шестнадцать факультетов. Его основной задачей является контролировать Пирса, следить за его режимом и диетой. Работал санитаром в психиатрической лечебнице, где и познакомился с Пирсом. Пирс попросил Макса поехать с ним в Чикаго, чтобы стать его помощником, взамен обещал ему место ассистента преподавателя, чтобы Макс смог закончить обучение[8].
- Натали Винсент (Келли Роуэн) — воображаемый друг доктора Пирса и советчик. Появляется в его галлюцинациях во всех сериях первого сезона. Выясняется, что образ Натали взят с психиатра Кэролайн Ньюсом, которая является его лечащим врачом в психиатрической больнице, куда ложится Пирс. Он видел доктора Ньюсом только один раз, когда они были студентами, и думает, что они провели какое-то время вместе. Но как выясняется, что он так и не решился к ней подойти, и все его отношения с Кэролайн были галлюцинациями. Тогда у него и появились первые симптомы шизофрении[9].
- Пол Хейли (Левар Бертон) — декан университета и друг Дэниела[10].
- Помощник прокурора США Дональд «Донни» Райан (Скотт Вульф) — бывший муж Кейт. В прошлом изменил Кейт с её лучшей подругой. Недавно переведен в Чикаго, пытается возродить свои отношения с Кейт. Ревнует её к доктору Пирсу. В начале не доверяет ему, позже просит о помощи в трудных делах. Вскоре роман Кейт и Донни возобновляется.

### Второстепенный состав
- Агент ФБР Роджер Проберт (Джонатан Скарф) — коллега Кейт.
- Доктор Майкл Хэтэуэй (Джейми Бамбер) — профессор в университете, где работает Дэниел[11].
- Джо Моретти (Дэн Лория) — отец Кейт, вдовец и бывший коп, в настоящее время владеет баром.
- Агент ФБР Бобби Далтон (Брэд Роу) — напарник Кейт.
- Джеймс Алан Пирс (Питер Койоти) — отец Дэниела, который болен болезнью Альцгеймера.
- Шелби Колсон (Брук Невин)

## Эпизоды
| Сезон | Серии | Серии | Даты показа  | Даты показа      |
| Сезон | Серии | Серии | Первая серия | Последняя серия  |
| ----- | ----- | ----- | ------------ | ---------------- |
| 1     | 10    | 10    | 9 июля 2012  | 17 сентября 2012 |
| 2     | 14    | 14    | 25 июня 2013 | 18 марта 2014    |
| 3     | 15    | 15    | 17 июня 2014 | 17 марта 2015    |